# Leonor Núñez de Guzmán

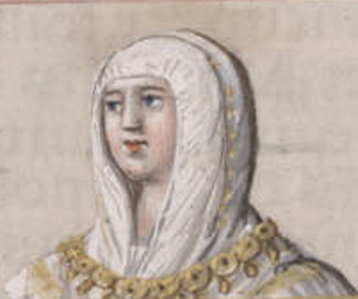
Leonor Núñez de Guzmán

Leonor Núnez de Guzmán (Sevilla, 1310 — Talavera de la Reina, 1351) was de concubine van Alfons XI van Castilië en de moeder van koning Hendrik II van Castilië.

## Afkomst en leven
Leonor, ook Eleonara genoemd, was een dochter van Pedro Núñez de Guzmán, uit het adellijke geslacht van Santo Domingo de Guzmán en Juana Ponce de León, een achterkleinkind van koning Alfons IX van León.
Op negentienjarige leeftijd was Leonor reeds weduwe van de edelman Don Juan de Velasco.
Volgens de overlevering was Leonor een bijzonder mooie vrouw. Waarschijnlijk was dit echter niet de enige reden waarom Alfons haar twintig jaar lang, tot aan zijn dood, trouw bleef en tien kinderen bij haar verwekte. Alfons XI zou naarmate de tijd vorderde steeds meer vertrouwd hebben op Leonor als raadgeefster in politieke en zakelijke kwesties. Hierdoor ontstond rondom Leonor Núnez de Guzmán een soort officieuze sociaal-politieke groep die invloed kreeg op de beslissingen van de koning.

Dit werkte in het voordeel van een deel van de adel in Andalusië, die haar bezittingen tijdens deze periode aardig wist uit te breiden. Ook in het buitenland werd men de belangrijke invloed van Leonor gewaar, zo blijkt onder meer uit het verzoek van Eduard III van Engeland aan Leonor om een paar van haar kinderen naar Engeland te sturen en door hem te laten opvoeden.
Toen Alfons XI in 1330 Leonor leerde kennen was hij getrouwd met Maria van Portugal. Alfonso verkoos echter openlijk het gezelschap van Leonor, waarop Maria tijdelijk terugkeerde naar Portugal.
Alfons kon echter niet buiten het Portugese koningshuis, vanwege het bondgenootschap in de strijd tegen de Moren.
Alfons XI stierf in 1350 in Gibraltar aan de pest.
Na de dood van Alfons liet Maria haar rivale opsluiten in de Alcázar in Sevilla, daarna in Carmona, in Llerena en later in Talavera de la Reina waar Leonor uiteindelijk op bevel van María ter dood werd gebracht.

## Nageslacht
Alfons kreeg met Leonor Núnez de Guzmán tien kinderen:
- Peter Alfons, heer van Aguilar (1330 - 1338)
- Sancho Alfonso van Castilië, heer van Ledesma (1331 - 1343)
- Fadrique Alfonso van Castilië (1333 - 1358)
- Hendrik II van Castilië (1334 - 1379)
- Ferdinand Alfonso van Castilië, heer van Ledesma (1336 - ca. 1350)
- Tello van Trastámara, heer van Aguilar de Campo (1337 - 1370)
- Johan Alfonso van Castilië, heer van Badajoz en Jerez de la Frontera (1341 - 1359), vermoord in opdracht van Peter I van Castilië
- Johanna Alfons van Castilië, vrouwe van Trastamara (1342 - na 1376)
- Sancho van Castilië ( (1342 – 1374)
- Peter Alfons van Castilië (1345 - 1359), vermoord in opdracht van Peter I van Castilië